# Жуківська сільська рада (Згурівський район)
| Жуківська сільська рада — орган місцевого самоврядування у Згурівському районі Київської області з адміністративним центром у с. Жуківка. Історична дата утворення: в 1921 році. Сільській раді підпорядковані населені пункти: - с. Жуківка |

## Склад ради
Рада складається з 12 депутатів та голови.

### Керівний склад ради
| ПІБ                              | Основні відомості                                                 | Дата обрання | Дата звільнення |
| -------------------------------- | ----------------------------------------------------------------- | ------------ | --------------- |
| Манойленко Олександр Халимонович | Сільський голова, 1962 року народження, освіта, безпартійний      | 26.03.2006   | 31.10.2010      |
| Бойко Олена Петрівна             | Сільський голова, 1978 року народження, освіта вища, позапартійна | 31.10.2010   |                 |

Примітка: таблиця складена за даними джерела